# Ezequiel Mosquera Míguez
Ezequiel Mosquera Míguez (Cacheiras, Teo, La Corunya, 19 de novembre de 1975) és un ciclista gallec, que fou professional del 1999 al 2011.
Bon escalador, els seus millors resultats esportius els ha aconseguit a la Volta a Espanya, en què ha aconseguit acabar tres vegades entre els cinc primers.
El 30 de juliol de 2010, l'UCI va anunciar que havia donat positiu en un control realitzat durant la Volta a Espanya d'aquell any. En un principi el contra-anàlisis van exculpar el ciclista, però finalment el 2011 va ser sancionat amb 2 anys i la pèrdua dels seus resultats des del 12 de setembre de 2010. Així perdia la segona posició a la general en l'edició de la Volta a Espanya de 2010 i la victòria d'etapa aconseguida. Amb tot, el gener de 2015 l'Audiència Nacional va acabar donant la raó al ciclista i va anul·lar totes les sancions efectuades per la Federació Espanyola de Ciclisme i li va retornar la segona posició a la Volta a Espanya del 2010 i la victòria d'etapa.

## Palmarès
- 1999
  - Vencedor d'una etapa de la Volta as Terras de Santa Maria Feira
- 2002
  - 1r a la Clàssica de Primavera de Portugal
- 2005
  - Vencedor d'una etapa de la Volta a La Rioja
- 2008
  - 1r a la Clàssica d'Alcobendas i vencedor d'una etapa
- 2009
  - Vencedor d'una etapa de la Volta a Burgos
- 2010
  - Vencedor d'una etapa de la Volta a Espanya

## Resultats a la Volta a Espanya
- 2007. 5è de la classificació general
- 2008. 4t de la classificació general
- 2009. 5è de la classificació general
- 2010. 2n de la classificació general. Vencedor d'una etapa